# UFC Fight Night: Bader vs. Nogueira 2
UFC Fight Night: Bader vs. Nogueira 2 var en MMA-gala som arrangerades av Ultimate Fighting Championship och ägde rum 19 november 2016 i São Paulo i Brasilien.